# Blauaugenkärpfling
Der Blauaugenkärpfling (Priapella intermedia), auch als Leuchtaugenkärpfling bekannt, ist ein Süßwasserzierfisch aus der Familie der Lebendgebärenden Zahnkarpfen.

## Merkmale
Weibchen des Blauaugenkärpflings erreichen eine Länge von bis zu 6,5 Zentimeter, Männchen werden nur maximal 5 Zentimeter groß. Der Fisch ist von schlanker Gestalt. Beide Geschlechter sind olivgelb gefärbt, mit einer helleren Bauchregion. Die Flossen sind matt blau umrandet und gelblich getönt. Die Iris leuchtet intensiv blau. Es existieren Lokalformen mit dunklen Flecken auf den Seitenflächen.

## Vorkommen und Lebensweise

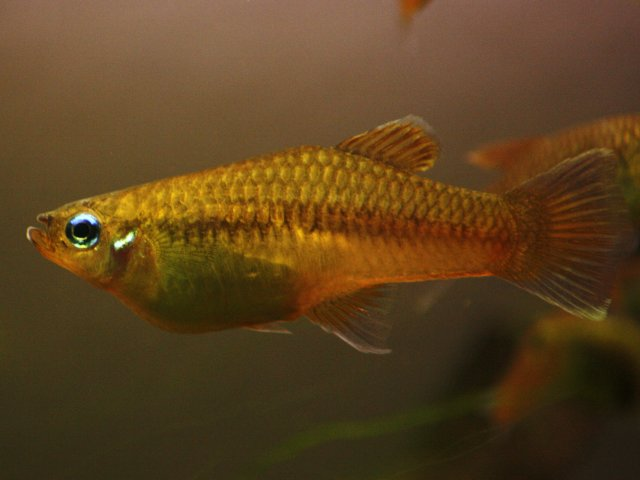
Weibchen des Blauaugenkärpflings

Der Kärpfling besiedelt die Oberläufe des Río-Coatzacoalcos-Systems in Oaxaca im Südosten Mexikos. Ausgewachsene Tiere schwimmen in losen Gruppen in der Strömung der Flüsse. Auf der Jagd nach fliegenden Insekten springen sie sogar aus dem Wasser. Jungfische halten sich bevorzugt im strömungsarmen Randbereich, zwischen Spalten im Fels oder in ähnlichen Verstecken auf. Der Lebensraum von Priapella intermedia ist arm an Unterwasservegetation, die Wassertemperaturen betragen 25 bis 27 °C.
Weibchen der lebendgebärenden Fischart bringen nach einer Tragzeit von ungefähr 28 Tagen 5 bis 20 Jungfische zur Welt, die bei der Geburt bereits acht Millimeter lang sind.
Der Bestand dieser Fischart gilt als nicht gefährdet.

## Aquaristik
Der Fisch benötigt stark bewegtes Wasser von guter Qualität. Das Aquarium sollte nicht zu klein sein. Für eine erfolgreiche Nachzucht wird viel Lebendfutter, vor allem insektenreiche Kost benötigt, zum Beispiel Taufliegen der Gattung Drosophila.